# Nicola Palizzi
Nicola Palizzi, né le 20 février 1820 à Vasto et mort le 20 septembre 1870 à Naples, est un peintre italien. Il appartient à la famille des peintres Palizzi avec ses frères Giuseppe, Francesco Paolo et Filippo.

## Biographie
Il est le fils d'un fonctionnaire de la sous-préfecture de Vasto, originaire de Sicile, et d'une mère cultivée et mélomane, fille de notaire. Après avoir d'abord embrassé la carrière militaire, il s'installe à Naples en 1842 où il étudie à l'Académie des beaux-arts. Ses premières œuvres représentent surtout des paysages tempétueux ou tourmentés par des éruptions volcaniques ou des tremblements de terre, ou des environs de Cava de' Tirreni. Ensuite il évolue vers la description d'une nature plus apaisée.
Suivant l'exemple de son frère Giuseppe il entreprend en 1856 un voyage à Paris avec des étapes à Rome et à Florence. Dans la capitale française, il prend connaissance de l'École de Barbizon et de ses innovations picturales. Il expose avec ses représentants et avec Gustave Courbet.
De retour en Italie, il expose avec les membres de l'École de Resìna.
Outre par ses paysages, Nicola Palizzi est également connu par ses illustrations éditées avec celles d'autres illustrateurs, dont son frère Filippo, dans Usi e costumi di Napoli descritti e dipinti par Francesco de Bourcard en 1866. C'est un ouvrage d'importance majeure pour la mémoire des usages populaires napolitains.
Certaines de ses œuvres sont conservées à la pinacothèque du musée civique de Vasto.

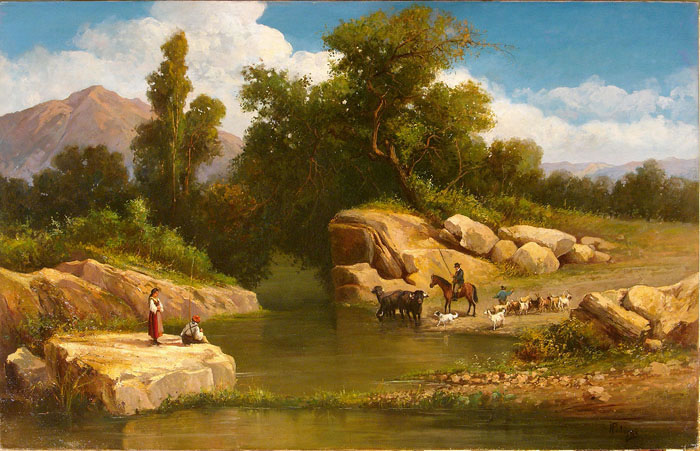
Paysage.

## Crédit d'auteurs
- (it) Cet article est partiellement ou en totalité issu de l’article de Wikipédia en italien intitulé « Nicola Palizzi » (voir la liste des auteurs).